# Elsinoë quercus-falcatae
Elsinoë quercus-falcatae är en svampart som beskrevs av J.H. Mill. 1957. Elsinoë quercus-falcatae ingår i släktet Elsinoë och familjen Elsinoaceae.   Inga underarter finns listade i Catalogue of Life.